# قصر محمد علي بشبرا الخيمة
اختار محمد علي مكاناً قصياً ليبنى لنفسه قصراً تهدأ فيه نفسه.. وكانت تلك بداية شبرا الخيمة كما تسمى اليوم. ففى منتصف شهر ذي الحجة 1223 هـ يناير 1809 م ـ أي قبل مذبحة القلعة ـ اختار موقعا على شاطئ النيل في منطقة شبرا مساحته 50 فداناً في متسع من الأرض، يمتد إلى بركة الحاج، واستولى فيه على عدة قرى وإقطاعيات، وبدأ بناء قصره، وغرس فيها البساتين والأشجار... ولكن سقط سقف القصر بعد انتهاء بنائه في مايو 1809 فأعيد بناؤه. وفي 1812 م أنشا محمد على عدداً من السواقى لتوفير المياه للقصر والحدائق.
بني القصر على مراحل استمرت حوالي 13 عام ابتداء من عام 1808 م حتى عام 1821 م وقد اضيفت اليه سرايا الجبلايا عام 1836 م وهو عبارة عن مساحة مستطيلة ابعادها 76.5 متر × 88.5 متر ويتكون من طابق واحد ويفتح باواسط اضلاعه أربعة أبواب محورية يتقدم كل باب سقيفة ويشغل كل ركن من البناء حجرة تبرز من الواجهة كأنها برج ويتوسط البناء حوض تتوسطه نافورة تنخفض عن أرضية البناء.واشرف علي الإنشاء مشيد عمائره ذو الفقار كتخدا.. وجاءت عمارة القصر علي نمط جديد لم تعرفه مصر من قبل، وساعدت المساحة الشاسعة للموقع الجديد علي اختيار طراز معماري من تركيا، هو طراز قصور الحدائق والذي شاع في تركيا علي شواطئ البوسفور والدردنيل وبحر مرمرة.. ويعتمد هذا التصميم في جوهره علي الحديقة الشاسعة المحاطة بسور ضخم تتخلله أبواب قليلة العدد، وتتناثر في هذه الحديقة عدة مبان، كل منها يحمل صفات معمارية خاصة.و قد اشتهر القصر باسم قصر الفسقية لوجود نافورة كبيرة به، وللوصول إلى القصر قام محمد على بالأمر بإنشاء شارع شبرا وفي عام 1847م كانت بداية شارع شبرا، وكان هدف محمد على أن يحول هذا الشارع إلي مكان للنزهة والترويح خارج عاصمته مصر. وحتى يتحقق ذلك جاء القرار بأن يكون الشارع أعرض شوارع مصر في هذا العهد، وأكثرها استقامة.

## معرض صور

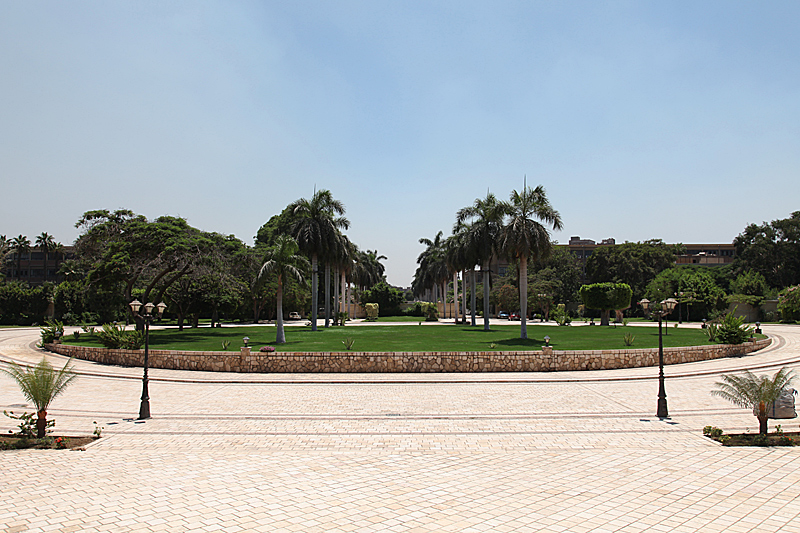
الحديقة
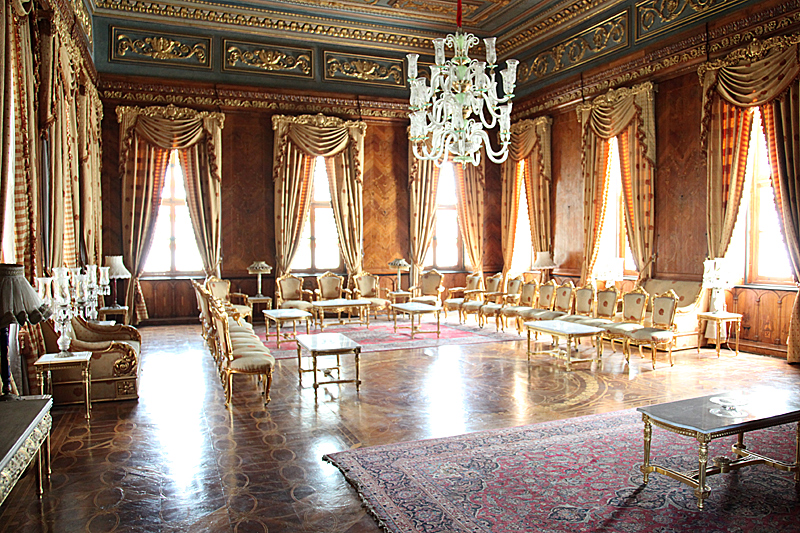
الاستقبال